# Svømmende sumpskærm
Svømmende sumpskærm (Apium inundatum) er en flerårig plante i skærmplante-familien. Det er en 10-60 centimeter høj urt med krybende, hul stængel, der ofte er helt vanddækket. Stænglen er ikke rodslående.

## Udbredelse i Danmark
I Danmark er svømmende sumpskærm almindelig i Vestjylland i næringsfattigt vand langs bredder af søer, vandhuller, tørvegrave og grøfter. Den blomstrer i juli og august.